# إيدانثيرسوس
إيدانثيرسوس (بالسكيثية: *Hiθām-θrᵃušᵃ; (بالإغريقية: Ἰδάνθυρσος)‏ هو اسم لاثنين من الملوك السكيثيين.

## الاسم وعلم الكلمة
الاسم إيدانثيرسوس Idánthursos (Ἰδάνθυρσος) هو الشكل الهيليني للاسم السكيثي *Hiθām-θrᵃušᵃ، بمعنى "ازدهار الحليف"، مع احتمال تعديل الجزء الأخير إلى -θυρσος، العصا النباتية المركبة لباخوس، باليونانية لأن اليونانيين القدماء ربطوا الشعوب السكيثية بعيد باخوس.

## الملك الأول
قاد الأول السكيثيين، والذين، وفقًا لسترابو، اجتاحوا آسيا وتقدموا إلى مصر. ربما كان هذا هو التوغل الذي ذكره هيرودوت، الذي أخبرنا أنهم احتفظوا بآسيا لمدة 28 عامًا، وأنهم طُردوا في النهاية من قِبل سياخريس عام 607 قبل الميلاد. مع ذلك، ووفقًا لهيرودوت، فإن الملك، الذي قاد الحملة التي ذكرها، كان اسمه مادياس. لقد ذُكر مادياس بواسطة سترابو (ص 61) كملك الكيميريين. تم تسجيل توغل السكيثيين على حدود مصر في وقت مبكر جدًا بواسطة جوستين ولكن بطريقة غامضة وغير مُرضية.

## الملك الثاني
كان هناك ملك آخر من السكيثيين، وربما سليل من سبق. لقد كان ابن سوليوس، شقيق وقاتل آناكارسيس. عندما قام دارا الأول ملك بلاد فارس بغزو سكيثيا في حوالي العام 513 قبل الميلاد وتراجع السكيثيين أمامه، أرسل رسالة إلى إيدانثيرسوس، دعاه فيها للقتال أو الاستسلام. أجاب الملك السكيثي أن فراره أمام الفرس، لم يكن بسبب الخوف، بل لأنه كان يعيش فقط حياة ترحال / بدوية اعتاد عليها، وأنه لا يوجد سبب يمنعه من محاربة الفرس، لأنه لم يكن لديه مدن أو أراضي ليحتلونها منه.
لكنه أجاب: «ولكن إذا كان كل ما تريده هو المجيء للقتال، فلدينا قبور آبائنا. تعال، ابحث عن هذه الأشياء وحاول تدميرها: يجب أن تعلم إذا ما كنا سنقاتلك».

في تاريخه، يكتب هيرودوت ما يلي حول الحوار بين الملك الفارسي إيدانثيرسوس (منشورات 2015، مجموعة كنوبف دوبليداي للنشر)؛
 وهو ما رد عليه الملك السكيثي؛